# Ron Beer
Ron Beer (* 29. August 1965 in Ost-Berlin) ist ein ehemaliger deutscher Leichtathlet. Er wurde 1986 und 1988 DDR-Meister im Weitsprung. 
Beer siegte 1983 bei den Junioreneuropameisterschaften mit 7,93 m. 1984 belegte er bei den DDR-Hallenmeisterschaften den dritten Platz, ein Ergebnis, das er 1985 und 1986 wiederholte. 1985 wurde er bei den DDR-Meisterschaften im Freien Dritter, 1986 gewann er seinen ersten Meistertitel. 1987 wurde Ron Beer DDR-Hallenmeister, bei den Halleneuropameisterschaften 1987 in Liévin belegte er mit 7,87 m den siebten Platz. 1988 gewann Beer seinen zweiten Hallenmeistertitel und seinen zweiten Titel im Freien. Am 20. Juli gelang ihm in Berlin mit 8,23 m der weiteste Sprung seiner Karriere. 1989 erreichte Beer bei den DDR-Meisterschaften den zweiten Platz hinter Marco Delonge.
Beer startete für den SC Dynamo Berlin, bei einer Körpergröße von 1,83 m betrug sein Wettkampfgewicht 79 kg. In den nach der Wende öffentlich gewordenen Unterlagen zum Staatsdoping in der DDR fand sich bei den gedopten Sportlern auch der Name von Beer.
Ron Beer stammt aus einer Leichtathleten-Familie. Seine Mutter Sigrid Albert war in den 1960er Jahren mehrfach DDR-Meisterin mit der Staffel vom SC Dynamo Berlin. Sein Vater Klaus Beer war 1968 Olympiazweiter im Weitsprung hinter Bob Beamon, Rons jüngere Schwester Peggy Beer war als Siebenkämpferin erfolgreich.